# Jagdschein

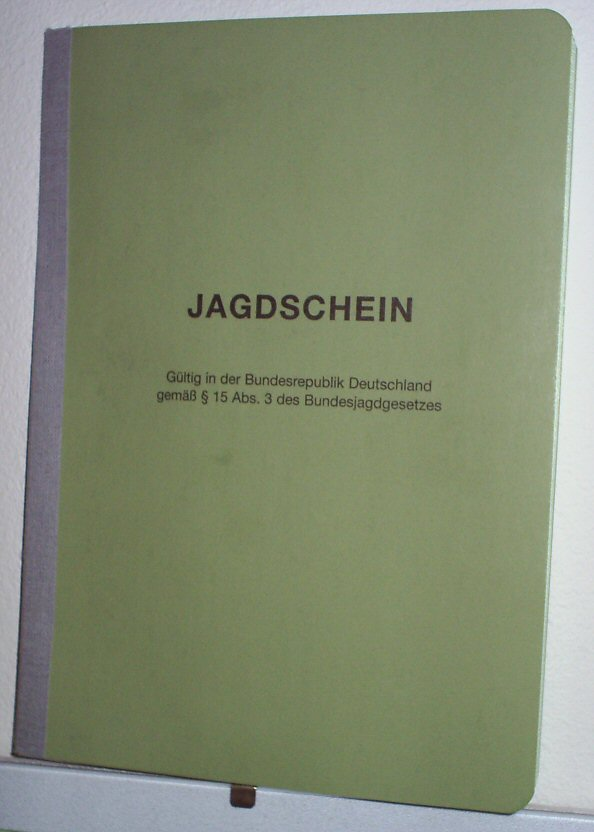
Deutscher Jagdschein in der gegenwärtig gültigen Version

Als Jagdschein, in Österreich Jagdkarte, in der Schweiz Jagdpatent und andernorts auch Jagdlizenz genannt, bezeichnet man staatliche Dokumente, die dem Inhaber die Ausübung der Jagd erlauben.
Ob und wann es ein solches Dokument braucht, unterscheidet sich je nach Jurisdiktion. Während in manchen Ländern beinahe jede Art der Jagdausübung eines jagdrechtlichen Erlaubnisdokuments bedarf, deren Ausstellung teils das vorherige Bestehen einer umfassenden Jägerprüfung voraussetzt (wie etwa in Deutschland, Österreich und der Schweiz), braucht es ein solches Dokument in anderen Ländern entweder gar nicht oder lediglich für bestimmte Formen der Jagd (so etwa im Vereinigten Königreich und in den Vereinigten Staaten).

## Deutschland
Siehe auch: Jagdrecht (Deutschland)
| Bundesland             | 2017/18    | 2022/23    |
| ---------------------- | ---------- | ---------- |
| Baden-Württemberg      | 44.375     | 52.587     |
| Bayern                 |            | ca. 75.000 |
| Berlin                 | 3.186      | 4.197      |
| Brandenburg            | ca. 13.400 | 13.740     |
| Bremen                 | 896        | 1.007      |
| Hamburg                | 2.750      | 2.900      |
| Hessen                 | 26.572     | ca. 26.000 |
| Mecklenburg-Vorpommern | 12.609     | 13.870     |
| Niedersachsen          | ca. 60.000 | ca. 60.000 |
| Nordrhein-Westfalen    | 88.706     | 97.143     |
| Rheinland-Pfalz        | 22.084     | 23.148     |
| Saarland               | 4.658      | 5.016      |
| Sachsen                | 11.582     | 13.555     |
| Sachsen-Anhalt         | ca. 11.500 | ca. 11.500 |
| Schleswig-Holstein     | 22.856     | 22.115     |
| Thüringen              | 11.254     | 12.592     |
| Deutschland            | 384.428    | 434.370    |

Der deutsche Jagdschein gilt in allen Bundesländern. Darüber hinaus wird er auch von einer Reihe von EU-Ländern und Drittstaaten anerkannt.

### Ausstellung

Anzahl der Jagdscheininhaber in Deutschland seit 1971

Der Jagdschein wird von der Unteren Jagdbehörde ausgestellt, wenn der Antragsteller folgende Bedingungen erfüllt:
- Bestandene Jägerprüfung. Die genaue Regelung der Jägerprüfung obliegt in Deutschland den Bundesländern. Die meisten fordern die Teilnahme an einem umfangreichen Lehrgang (mindestens 60 Stunden Theorie sowie 60 Stunden Praxis). In jedem Fall schließt der Jäger oder die Jägerin die Jägerprüfung mit einer komplexen, dreiteiligen, staatlichen Prüfung ab. Der DJV (Deutscher Jagdverband) empfiehlt 100 Stunden Theorieunterricht.[6]
- Nachweis einer Jagdhaftpflichtversicherung (mindestens 50.000 € für Sachschäden und mindestens 500.000 € für Personenschäden)
- persönliche Zuverlässigkeit nach dem Waffengesetz (WaffG), die unter anderem ein einwandfreies Führungszeugnis voraussetzt
- Mindestalter 18 Jahre, mit frühestens 16 Jahren kann der mit Einschränkungen verbundene Jugendjagdschein erstmals erteilt werden. Zu diesen Einschränkungen zählt unter anderem, dass die Jagd nur in Begleitung eines Erziehungsberechtigten oder mit einer von den Erziehungsberechtigten genehmigten Person ausgeführt werden darf.[7]

Mit der Ausstellung des Jagdscheines wird eine Gebühr und in vielen Landkreisen eine Jagdabgabe fällig.

### Gültigkeitsdauer
Der Jagdschein kann als Tages- (14 Tage), Jahres- (ein, zwei oder drei Jagdjahre, d. h. jeweils vom 1.4 bis 31.3.), Erwachsenen-, Jugend-, Falkner- oder Ausländerjagdschein erteilt (jägersprachlich: gelöst) werden. Nach Ablauf werden vor Neuausstellung die oben genannten Bedingungen erneut kontrolliert.

### Zweck

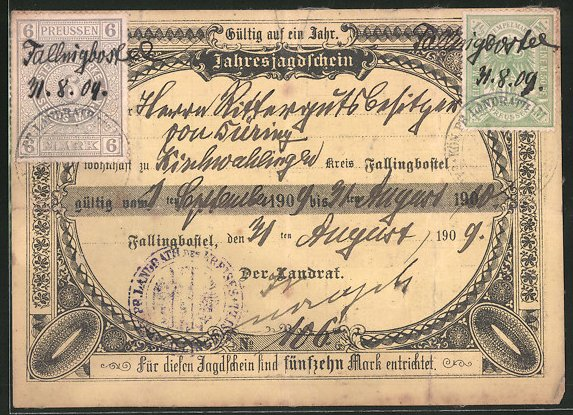
Preußischer Jahresjagdschein aus dem Jahr 1909

Der Jagdschein nach § 15 BJagdG soll in Deutschland sicherstellen, dass nur ausreichend ausgebildete Jäger die Jagd ausüben. Durch eine qualitativ hochwertige Ausbildung in Kreisjägerschaften sowie bei privaten Jagdschulen und durch staatliche Prüfungen wird eine Mindestanforderung an Jagdscheininhaber definiert. Aus den von den Bundesländern veröffentlichten Zahlen geht hervor, dass 2023 die Durchfallquote von 22.248 Jägerprüfungsteilnehmern bei 23 % liegt.
Der Jagdschein legitimiert den Inhaber, in der Bundesrepublik Deutschland die Jagd gemäß den gesetzlichen Grundlagen auszuüben.
Der Jagdschein alleine berechtigt noch nicht dazu, die Jagd auch tatsächlich auszuüben. Das Jagdrecht steht in Deutschland dem Grundeigentümer zu, der es bei ausreichend großer zusammenhängender Fläche als Eigenjagd und als Inhaber eines gültigen Jagdscheines selbst ausüben darf. Eigentümer geringerer Flächen sind zu örtlichen Jagdgenossenschaften der Grundeigentümer zusammengeschlossen, welche das Jagdausübungsrecht dann in der Regel an einen Jäger, also einen Inhaber eines gültigen Jagdscheins verpachten, oder durch angestellte Jäger ausüben lassen.
Der Jagdschein berechtigt seinen Inhaber:
- jagdlich tätig zu sein;
- zum Führen von Jagdwaffen auf der Jagd und im Zusammenhang damit;
- zum Erwerb, Leihen und Besitz von Langwaffen und dazu passender Munition ohne Mengenbegrenzung oder Überprüfung (§ 13 Abs. 2 Satz 2 und Abs. 5 WaffG);
- zum Erwerb und Besitz von bis zu zwei zur Jagdausübung geeigneten Kurzwaffen und zugehöriger Munition ohne Bedürfnisprüfung, sofern ein Jahresjagdschein gelöst wurde (nach Voreintrag in die Waffenbesitzkarte);
- als Sachkundigem das Fleisch von erlegtem Wild zu untersuchen und für den Handel freizugeben, sofern es keine verdächtigen Merkmale aufweist.
- zur Entnahme von Trichinenproben am erlegten Wild für die amtliche Trichinenuntersuchung,[9] sofern er eine Schulung beim Veterinäramt bestanden hat und von der Behörde als Sachkundiger beauftragt wurde.[10] Bei allesfressendem Wild (Wildschweine, Dachse) ist eine amtliche Trichinenschau obligatorisch
- zur Wahrnehmung des Jagdschutzes im Rahmen der gesetzlichen Vorgaben
- ein Jagdrevier zu pachten (Jagdpachtfähigkeit ab dem vierten Jahresjagdschein).
- in Revieren, die in Naturschutzgebieten liegen, als Naturschutzwart hoheitliche Aufgaben auszuüben, sofern er eine forstliche oder eine Ausbildung zum Berufsjäger hat.[11]

### Jugendjagdschein
Jugendliche zwischen dem 16. und 18. Geburtstag erhalten nach bestandener Jägerprüfung den Jugendjagdschein. Das ist ein im Prinzip vollwertiger Jagdschein, der in der Praxis gewissen Einschränkungen unterliegt. So darf der Jugendliche nicht alleine jagen, sondern nur in Begleitung eines jagdlich erfahrenen Erziehungsberechtigten oder einer vom Erziehungsberechtigten schriftlich beauftragten volljährigen und jagdlich erfahrenen Begleitperson. Jagdlich erfahren heißt, die Begleitperson benötigt zwar keinen gültigen Jagdschein, muss aber einen Jagdschein besessen haben. Der Jugendjagdschein berechtigt nicht zur Teilnahme an Gesellschaftsjagden als Schütze. Auch darf der jugendliche Jäger keine Waffen und Munition selbst besitzen. Er darf sich diese aber zur Jagd oder zum Übungsschießen leihen und im Zusammenhang mit der Jagd auch führen. Nach dem 18. Geburtstag des Inhabers kann die Behörde den Jugendjagdschein zu einem vollwertigen Jagdschein erklären.
Voraussetzung für die Jägerprüfung ist die Vollendung des 15. Lebensjahres. Allerdings kann der jugendliche Jäger schon vor seinem 15. Geburtstag die Ausbildung beginnen. Ausgehändigt wird der Jugendjagdschein frühestens am 16. Geburtstag.

## Österreich
Siehe auch: Jagdrecht (Österreich)
| Bundesland       | Jahresjagdkarten |
| ---------------- | ---------------- |
| Burgenland       | 7.075            |
| Kärnten          | 12.791           |
| Niederösterreich | 38.448           |
| Oberösterreich   | 19.368           |
| Salzburg         | 10.540           |
| Steiermark       | 24.636           |
| Tirol            | 15.111           |
| Vorarlberg       | 2.851            |
| Wien             | 1.349            |
| Österreich       | 132.169          |

Die Jagd ist in Österreich verfassungsrechtlich gesehen Landessache, daher gibt es neun verschiedene Regelungen (Jagdgesetze samt Verordnungen); im Ergebnis sind die Vorschriften aber ähnlich.
In Österreich gilt die Bezeichnung Jagdkarte, die (abhängig vom jeweiligen Bundesland) von der Bezirkshauptmannschaft bzw. Magistrat oder von der jeweiligen Jägerschaft ausgestellt wird.
Zur Ausstellung benötigt man:
- Nachweis über erfolgreich abgelegte Jagdprüfung
- Meldezettel
- Strafregisterbescheinigung
- Passfoto

Es sind Gebühren bei der Ausstellung zu entrichten.

### Gültigkeitsdauer
Die Jagdkarte hat eine befristete Gültigkeit (z. B. von 13 Monaten mit 1. Jänner – 31. Jänner des Folgejahres, in Oberösterreich beträgt die Gültigkeit ein Jagdjahr, also 1.4.–31.3.), die mit der Einzahlung eines Beitrages jedes Jahr erneuert werden muss. Der Einzahlungsabschnitt des Erlagscheines gilt hierbei als Nachweis der Gültigkeit und muss stets mit der Jagdkarte mitgeführt werden. Wird die Jagdkarte in drei aufeinanderfolgenden Jahren nicht gelöst, verliert sie in manchen Bundesländern ihre Gültigkeit.

### Jagdgäste
Jagdgäste benötigen eine Jagdgastkarte, die eine Gültigkeit von 3, 9, 14 Tagen, einem Monat oder einem Jahr haben kann. Sie wird bei der Bezirkshauptmannschaft bzw. Jägerschaft unter Nachweis des ausländischen Pendants zur Jagdkarte gelöst.

### Versicherung
In Österreich ist die Jagdhaftpflichtversicherung eine Pflichtversicherung, die automatisch durch das Lösen der Jagdkarte abgeschlossen wird.

## Schweiz
Siehe auch: Jagdrecht (Schweiz)
| Jagdjahr  | Jagdausübende |
| --------- | ------------- |
| 2009/2010 | 30.917        |
| 2010/2011 | 30.295        |
| 2011/2012 | 30.412        |
| 2012/2013 | 29.915        |
| 2013/2014 | 29.585        |
| 2014/2015 | 29.509        |
| 2015/2016 | 29.095        |
| 2016/2017 | 28.618        |
| 2017/2018 | 28.304        |
| 2018/2019 | 27.502        |

### Berechtigung
Der Jagdbetrieb ist in der Schweiz Sache der Kantone. Wer jagen will, braucht also eine kantonale Jagdfähigkeit und eine kantonale Jagdberechtigung. Jagdfähigkeit wird durch das Bestehen einer Jagdprüfung erlangt.
Jagdberechtigung wird wie folgt erlangt:
- durch das Lösen eines Jagdpatents in den Patentkantonen
- durch die Aufnahme in einer Jagdgesellschaft in den Revierkantonen
- in der Regel wird von den Kantonen jährlich der Nachweis eines durchgeführten Schiesstrainings verlangt (Nachweis der Schiessfertigkeit).

### Ausbildung
Die Ausbildung zum Jäger und die entsprechenden Prüfungen werden von den Kantonen organisiert (siehe dazu auch Das Schweizer Portal).
Um sich zur Ausbildung anzumelden, muss das Alter von 18 Jahren erreicht sein. In einigen Kantonen ist diese Altersgrenze höher.
Die Ausbildung zum Jäger ist in zwei Teile unterteilt:
- Der theoretische Teil vermittelt Kenntnisse über das Wild und die Natur, die Hege und Jagdhunde, das Gesetzeswesen sowie die Jagdausübung und Waffenkunde.
- Der praktische Teil besteht aus einer Schiessprüfung und der Waffenhandhabung.

Praxiserfahrung in der Natur erlangen die Jungjäger dadurch, dass sie während der Ausbildung Hegearbeit leisten und erfahrene Jäger begleiten.

### Anerkennung anderer Jagdscheine
Jagdscheine der Kantone untereinander werden oft anerkannt. Jagdscheine aus Deutschland, Österreich und dem Fürstentum Liechtenstein werden von einzelnen Kantonen anerkannt.